# العلاقات البولندية الكوستاريكية
العلاقات البولندية الكوستاريكية هي العلاقات الثنائية التي تجمع بين بولندا وكوستاريكا.

## مقارنة بين البلدين
هذه مقارنة عامة ومرجعية للدولتين:
| وجه المقارنة                                              | بولندا                                                                             | كوستاريكا                                 |
| --------------------------------------------------------- | ---------------------------------------------------------------------------------- | ----------------------------------------- |
| المساحة (كم2)                                             | 312.68 ألف                                                                         | 51.10 ألف                                 |
| عدد السكان (نسمة)                                         | 38.43 مليون                                                                        | 4.91 مليون                                |
| الكثافة السكانية (ن./كم²)                                 | 122.91                                                                             | 96.09                                     |
| العاصمة                                                   | وارسو                                                                              | سان خوسيه                                 |
| اللغة الرسمية                                             | اللغة البولندية                                                                    | اللغة الإسبانية                           |
| العملة                                                    | زلوتي بولندي                                                                       | كولون كوستاريكي                           |
| الناتج المحلي الإجمالي (بليون دولار)                      | 524.51 مليار                                                                       | 57.06 مليار                               |
| الناتج المحلي الإجمالي (تعادل القوة الشرائية) بليون دولار | 1.02 تريليون                                                                       | 74.98 مليار                               |
| الناتج المحلي الإجمالي الاسمي للفرد دولار أمريكي          | 12.55 ألف                                                                          | 11.26 ألف                                 |
| الناتج المحلي الإجمالي للفرد دولار أمريكي                 | 26.14 ألف                                                                          | 14.92 ألف                                 |
| مؤشر التنمية البشرية                                      | 0.843                                                                              | 0.766                                     |
| رمز المكالمات الدولي                                      | +48                                                                                | +506                                      |
| رمز الإنترنت                                              | .pl                                                                                | .cr، قائمة نطاقات المستوى الأعلى للإنترنت |
| المنطقة الزمنية                                           | توقيت وسط أوروبا، ت ع م+01:00، ت ع م+02:00، أوروبا/وارسو ‏، توقيت وسط أوروبا الصيفي | 00                                        |

## منظمات دولية مشتركة
يشترك البلدان في عضوية مجموعة من المنظمات الدولية، منها:
| علم المنظمة | اسم المنظمة                        | تاريخ انضمام بولندا | تاريخ انضمام كوستاريكا |
| ----------- | ---------------------------------- | ------------------- | ---------------------- |
|             | الاتحاد البريدي العالمي            | 1 مايو 1919         | ?                      |
|             | يونسكو                             | 6 نوفمبر 1946       | 19 مايو 1950           |
|             | البنك الدولي للإنشاء والتعمير      | 27 يونيو 1986       | 8 يناير 1946           |
|             | منظمة التجارة العالمية             | 1 يوليو 1995        | ?                      |
|             | وكالة ضمان الاستثمار متعدد الأطراف | 29 يونيو 1990       | 8 فبراير 1994          |
|             | الاتحاد الدولي للاتصالات           | 1921                | 13 سبتمبر 1932         |
|             | منظمة الشرطة الجنائية الدولية      | ?                   | ?                      |
|             | مؤسسة التمويل الدولية              | 29 ديسمبر 1987      | 20 يوليو 1956          |
|             | الأمم المتحدة                      | 24 أكتوبر 1945      | 2 نوفمبر 1945          |
|             | مؤسسة التنمية الدولية              | 28 أكتوبر 1960      | 30 يونيو 1961          |
|             | الفريق المعني برصد الأرض           | ?                   | ?                      |
|             | منظمة حظر الأسلحة الكيميائية       | ?                   | ?                      |

## أعلام
هذه قائمة لبعض الشخصيات التي تربطها علاقات بالبلدين:
- تيودورو بيكادو ميشالسكي (10 يناير 1900[19][20] – 1 يونيو 1960[19][20])

## وصلات خارجية
- موقع وزارة الخارجية البولندية
- موقع وزارة الخارجية الكوستاريكية